# Matakal Devanhalli, Muddebihal
Matakal Devanhalli là một làng thuộc tehsil Muddebihal, huyện Bijapur, bang Karnataka, Ấn Độ.